# Wuppertaler Sport-Verein 1993-1994
Questa voce raccoglie le informazioni riguardanti il Wuppertaler Sport-Verein nelle competizioni ufficiali della stagione 1993-1994.

## Stagione
Nella stagione 1993-1994 il Wuppertal, allenato da Michael Lorkowski, Dieter Tartemann e Werner Fuchs, concluse il campionato di 2. Bundesliga al 18º posto e fu retrocesso in Regionalliga. In Coppa di Germania il Wuppertal fu eliminato al secondo turno dal Magdeburgo.

## Rosa
| N. |                      | Ruolo | Calciatore         |
| -- | -------------------- | ----- | ------------------ |
|    | Germania (bandiera)  | P     | Jörg Albracht      |
|    | Germania (bandiera)  | P     | André Lenz         |
|    | Germania (bandiera)  | P     | Thomas Richter     |
|    | Germania (bandiera)  | D     | Waldemar Ksienzyk  |
|    | Germania (bandiera)  | D     | Dirk Pusch         |
|    | Germania (bandiera)  | D     | André Rasche       |
|    | Germania (bandiera)  | D     | Frank Schön        |
|    | Germania (bandiera)  | D     | Jörn Schwinkendorf |
|    | Rep. Ceca (bandiera) | D     | František Straka   |
|    | Germania (bandiera)  | C     | Günter Breitzke    |
|    | Germania (bandiera)  | C     | Christian Broos    |
|    | Germania (bandiera)  | C     | Ralf Derkum        |
|    | Germania (bandiera)  | C     | Knut Hartwig       |

| N. |                     | Ruolo | Calciatore          |
| -- | ------------------- | ----- | ------------------- |
|    | Germania (bandiera) | C     | Lars Kindgen        |
|    | Germania (bandiera) | C     | Eike Küttner        |
|    | Polonia (bandiera)  | C     | Waldemar Matysik    |
|    | Germania (bandiera) | C     | Thomas Pröpper      |
|    | Germania (bandiera) | C     | Thorsten Schmugge   |
|    | Polonia (bandiera)  | C     | Mieczysław Szewczyk |
|    | Germania (bandiera) | C     | Frank Zilles        |
|    | Germania (bandiera) | A     | Markus Aerdken      |
|    | Germania (bandiera) | A     | Marcus Feinbier     |
|    | Germania (bandiera) | A     | Wolfram Klein       |
|    | Ghana (bandiera)    | A     | Richard Naawuh      |
|    | Romania (bandiera)  | A     | Sorin Răducanu      |
|    | Germania (bandiera) | A     | Michael Tönnies     |

## Organigramma societario
Area tecnica
- Allenatore: Werner Fuchs
- Allenatore in seconda:
- Preparatore dei portieri:
- Preparatori atletici:

## Calciomercato

### Sessione estiva
| Acquisti | Acquisti           | Acquisti           | Acquisti |
| R.       | Nome               | da                 | Modalità |
| -------- | ------------------ | ------------------ | -------- |
| A        | Markus Aerdken     | St. Pauli          |          |
| C        | Günter Breitzke    | Fortuna Düsseldorf |          |
| A        | Marcus Feinbier    | Hertha Berlino     |          |
| C        | Waldemar Matysik   | Amburgo            |          |
| A        | Richard Naawuh     | Waldhof Mannheim   |          |
| D        | Frank Schön        | Hessen Kassel      |          |
| D        | Jörn Schwinkendorf | St. Pauli          |          |

| Cessioni | Cessioni       | Cessioni           | Cessioni |
| R.       | Nome           | a                  | Modalità |
| -------- | -------------- | ------------------ | -------- |
| C        | Thomas Pröpper | Hannover 96        |          |
| C        | Jörg Beyel     | SC Brück           |          |
| C        | Siegmar Bieber | FSV Gevelsberg     |          |
| C        | Vlatko Glavaš  | Fortuna Düsseldorf |          |
| A        | Hwang Sun-hong | Pohang Steelers    |          |
| D        | Rudi Müller    | Colonia            |          |
| D        | Mirko Vogt     | Rot-Weiss Essen    |          |

### Sessione invernale
| Acquisti | Acquisti       | Acquisti    | Acquisti |
| R.       | Nome           | da          | Modalità |
| -------- | -------------- | ----------- | -------- |
| C        | Thomas Pröpper | Hannover 96 |          |

| Cessioni | Cessioni   | Cessioni           | Cessioni |
| R.       | Nome       | a                  | Modalità |
| -------- | ---------- | ------------------ | -------- |
| D        | Ralf Voigt | Fortuna Düsseldorf |          |

## Risultati

### 2. Bundesliga

#### Girone di andata
| Chemnitz 28 luglio 1993, ore 19:00 CEST 1ª giornata | Chemnitz | 0 – 0 referto | Wuppertal | Sportforum Chemnitz (4 500 spett.)\| Arbitro: \| Buchhart \| |
| Arbitro:                                            | Buchhart |               |           |                                                              |

| Arbitro: | Fleske |

|  |           |            |
|  | Marcatori | 40’ Thoben |

| Arbitro: | Pohlmann |

|  |           |              |
|  | Marcatori | 74’ Schmugge |

| Düsseldorf 14 agosto 1993, ore 15:30 CEST 4ª giornata | Wuppertal | 0 – 0 referto | Rot-Weiss Essen | Rheinstadion (15 000 spett.)\| Arbitro: \| Schäfer \| |
| Arbitro:                                              | Schäfer   |               |                 |                                                       |

| Arbitro: | Müller |

|            |           |  |
| Vollmer 4’ | Marcatori |  |

| Arbitro: | Ratzek |

|             |           |  |
| Kindgen 18’ | Marcatori |  |

| Arbitro: | Kemmling |

|            |           |                   |
| Glesius 6’ | Marcatori | 32’ (aut.) Kasalo |

| Wuppertal 17 settembre 1993, ore 19:30 CEST 8ª giornata | Wuppertal | 0 – 0 referto | Hannover 96 | Stadion am Zoo (7 000 spett.)\| Arbitro: \| Holz \| |
| Arbitro:                                                | Holz      |               |             |                                                     |

| Arbitro: | Fleischer |

|             |           |  |
| Wynalda 75’ | Marcatori |  |

| Arbitro: | Haupt |

|                                          |           |                      |
| Klein 9’, 68’, 82’ Hartwig 16’ Broos 86’ | Marcatori | 2’ Erhard 58’ Pacult |

| Arbitro: | Weise |

|                    |           |  |
| Matysik 45’ (aut.) | Marcatori |  |

| Arbitro: | Führer |

|  |           |                                                               |
|  | Marcatori | 35’ Molata 36’ Weber 54’ Gerlach 68’ Holetschek 88’ Akpoborie |

| Arbitro: | Koop |

|                      |           |             |
| Hartwig 2’ Klein 72’ | Marcatori | 90’ Dammann |

| Arbitro: | Kuhne |

|            |           |              |
| Rahner 40’ | Marcatori | 29’ Feinbier |

| Arbitro: | Hauer |

|           |           |                      |
| Klein 22’ | Marcatori | 2’ Deffke 26’ Präger |

| Arbitro: | Fischer |

|  |           |                                  |
|  | Marcatori | 22’ Klein 40’, 55’ Schwinkendorf |

| Arbitro: | Müller |

|                   |           |           |
| Schwinkendorf 72’ | Marcatori | 5’ Hecker |

| Arbitro: | Leimert |

|                       |           |              |
| Butrej 30’ Winter 81’ | Marcatori | 35’ Ksienzyk |

| Arbitro: | Weise |

|              |           |            |
| Breitzke 71’ | Marcatori | 33’ Maciel |

#### Girone di ritorno
| Arbitro: | Frey |

|                        |           |                          |
| Schmugge 71’ Pusch 85’ | Marcatori | 35’ Zweigler 61’ Meißner |

| Arbitro: | Weise |

|                           |           |           |
| Sievers 65’ Rauffmann 78’ | Marcatori | 34’ Klein |

| Arbitro: | Wippermann |

|                                                  |           |                   |
| Pusch 23’ Ksienzyk 25’ Feinbier 65’ Szewczyk 68’ | Marcatori | 45’ Chałaśkiewicz |

| Essen 12 marzo 1994, ore 15:30 CET 23ª giornata | Rot-Weiss Essen | 0 – 0 referto | Wuppertal | Georg-Melches-Stadion (8 646 spett.)\| Arbitro: \| Kiefer \| |
| Arbitro:                                        | Kiefer          |               |           |                                                              |

| Arbitro: | Kasper |

|  |           |             |
|  | Marcatori | 70’ Vollmer |

| Arbitro: | Habermann |

|         |           |           |
| Hey 29’ | Marcatori | 63’ Klein |

| Arbitro: | Best |

|             |           |                              |
| Hartwig 73’ | Marcatori | 17’, 67’ Buvač 58’ Brinkmann |

| Arbitro: | Fleischer |

|                      |           |  |
| Milde 14’ Babatz 87’ | Marcatori |  |

| Arbitro: | Kuhne |

|                                                        |           |  |
| Pusch 21’ Ksienzyk 62’ Breitzke 85’ Fengler 87’ (aut.) | Marcatori |  |

| Arbitro: | Koop |

|                                  |           |           |
| Ziemer 3’ Winkler 57’ Pacult 59’ | Marcatori | 89’ Klein |

| Arbitro: | Harder |

|                                 |           |              |
| Broos 15’ Schön 36’ Hartwig 46’ | Marcatori | 81’ Michalke |

| Arbitro: | Amerell |

|                          |           |           |
| Akpoborie 18’ Wittke 85’ | Marcatori | 41’ Klein |

| Arbitro: | Holz |

|               |           |                 |
| Scharping 72’ | Marcatori | 9’, 47’ Aerdken |

| Arbitro: | Kemmling |

|           |           |                                  |
| Pusch 48’ | Marcatori | 23’ Hahn 41’ Steffen 80’ Peschke |

| Arbitro: | Ratzek |

|                                     |           |  |
| Lottner 8’ Schneider 65’ Präger 75’ | Marcatori |  |

| Arbitro: | Pohlmann |

|             |           |                              |
| Aerdken 63’ | Marcatori | 37’ (aut.) Broos 75’ Ramelow |

| Arbitro: | Wagner |

|                  |           |  |
| Kirsten 64’, 74’ | Marcatori |  |

| Arbitro: | Fischer |

|                      |           |                    |
| Pusch 42’ Naawuh 64’ | Marcatori | 69’ (aut.) Matysik |

| Arbitro: | Scheuerer |

|                             |           |                  |
| Simon 39’ Rasche 62’ (aut.) | Marcatori | 68’, 71’ Aerdken |

### Coppa di Germania
| Arbitro: | Brandt-Chollé |

|                                           |                      |                                             |
| Grempler 86’ Kohn 90’ Rother 111’         | Marcatori            | 33’ Tönnies 73’, 107’ Feinbier              |
| Siersleben Grempler Baumann Mackel Reinke | Tiri di rigore 5 – 4 | Feinbier Klein Ksienzyk Schwinkendorf Broos |

## Statistiche

### Statistiche di squadra
| Competizione      | Punti | In casa | In casa | In casa | In casa | In casa | In casa | In trasferta | In trasferta | In trasferta | In trasferta | In trasferta | In trasferta | Totale | Totale | Totale | Totale | Totale | Totale | DR |
| Competizione      | Punti | G       | V       | N       | P       | Gf      | Gs      | G            | V            | N            | P            | Gf           | Gs           | G      | V      | N      | P      | Gf     | Gs     | DR |
| ----------------- | ----- | ------- | ------- | ------- | ------- | ------- | ------- | ------------ | ------------ | ------------ | ------------ | ------------ | ------------ | ------ | ------ | ------ | ------ | ------ | ------ | -- |
| 2. Bundesliga     | 31    | 19      | 7       | 5       | 7       | 29      | 27      | 19           | 3            | 6            | 10           | 15           | 25           | 38     | 10     | 11     | 17     | 44     | 52     | -8 |
| Coppa di Germania | -     | 0       | 0       | 0       | 0       | 0       | 0       | 1            | 0            | 1            | 0            | 3            | 3            | 1      | 0      | 1      | 0      | 3      | 3      | 0  |
| Totale            | 31    | 19      | 7       | 5       | 7       | 29      | 27      | 20           | 3            | 7            | 10           | 18           | 28           | 39     | 10     | 12     | 17     | 47     | 55     | -8 |

### Andamento in campionato
| Giornata  | 1  | 2  | 3  | 4  | 5  | 6  | 7  | 8  | 9  | 10 | 11 | 12 | 13 | 14 | 15 | 16 | 17 | 18 | 19 | 20 | 21 | 22 | 23 | 24 | 25 | 26 | 27 | 28 | 29 | 30 | 31 | 32 | 33 | 34 | 35 | 36 | 37 | 38 |
| --------- | -- | -- | -- | -- | -- | -- | -- | -- | -- | -- | -- | -- | -- | -- | -- | -- | -- | -- | -- | -- | -- | -- | -- | -- | -- | -- | -- | -- | -- | -- | -- | -- | -- | -- | -- | -- | -- | -- |
| Luogo     | T  | C  | T  | C  | T  | C  | T  | C  | T  | C  | T  | C  | C  | T  | C  | T  | C  | T  | C  | C  | T  | C  | T  | C  | T  | C  | T  | C  | T  | C  | T  | T  | C  | T  | C  | T  | C  | T  |
| Risultato | N  | P  | V  | N  | P  | V  | N  | N  | P  | V  | P  | P  | V  | N  | P  | V  | N  | P  | N  | N  | P  | V  | N  | P  | N  | P  | P  | V  | P  | V  | P  | V  | P  | P  | P  | P  | V  | N  |
| Posizione | 11 | 15 | 11 | 11 | 15 | 14 | 12 | 12 | 15 | 11 | 13 | 16 | 14 | 15 | 16 | 13 | 13 | 15 | 15 | 16 | 16 | 15 | 15 | 16 | 15 | 16 | 17 | 17 | 17 | 17 | 18 | 16 | 18 | 18 | 18 | 18 | 18 | 18 |

Legenda:

Luogo: C = Casa; T = Trasferta. Risultato: V = Vittoria; N = Pareggio; P = Sconfitta.

### Statistiche dei giocatori
| Giocatore        | 2. Bundesliga | 2. Bundesliga | 2. Bundesliga | 2. Bundesliga | Coppa di Germania | Coppa di Germania | Coppa di Germania | Coppa di Germania | Totale   | Totale | Totale      | Totale     |
| Giocatore        | Presenze      | Reti          | Ammonizioni   | Espulsioni    | Presenze          | Reti              | Ammonizioni       | Espulsioni        | Presenze | Reti   | Ammonizioni | Espulsioni |
| ---------------- | ------------- | ------------- | ------------- | ------------- | ----------------- | ----------------- | ----------------- | ----------------- | -------- | ------ | ----------- | ---------- |
| M. Aerdken       | 11            | 5             | 1             | 0             | 0                 | 0                 | 0                 | 0                 | 11       | 5      | 1           | 0          |
| J. Albracht      | 33            | 0             | 1             | 0             | 1                 | 0                 | 0                 | 0                 | 34       | 0      | 1           | 0          |
| G. Breitzke      | 30            | 2             | 4             | 1             | 0                 | 0                 | 0                 | 0                 | 30       | 2      | 4           | 1          |
| C. Broos         | 30            | 2             | 4             | 1             | 1                 | 0                 | 1                 | 0                 | 31       | 2      | 5           | 1          |
| R. Derkum        | 1             | 0             | 0             | 0             | 0                 | 0                 | 0                 | 0                 | 1        | 0      | 0           | 0          |
| M. Feinbier      | 22            | 2             | 2             | 1             | 1                 | 2                 | 0                 | 0                 | 23       | 4      | 2           | 1          |
| K. Hartwig       | 31            | 4             | 3             | 0             | 1                 | 0                 | 0                 | 0                 | 32       | 4      | 3           | 0          |
| L. Kindgen       | 21            | 1             | 1             | 0             | 1                 | 0                 | 0                 | 0                 | 22       | 1      | 1           | 0          |
| W. Klein         | 30            | 10            | 1             | 0             | 1                 | 0                 | 0                 | 0                 | 31       | 10     | 1           | 0          |
| W. Ksienzyk      | 37            | 3             | 8             | 0             | 1                 | 0                 | 1                 | 0                 | 38       | 3      | 9           | 0          |
| E. Küttner       | 11            | 0             | 4             | 0             | 0                 | 0                 | 0                 | 0                 | 11       | 0      | 4           | 0          |
| A. Lenz          | 0             | 0             | 0             | 0             | 0                 | 0                 | 0                 | 0                 | 0        | 0      | 0           | 0          |
| W. Matysik       | 35            | 0             | 6             | 0             | 1                 | 0                 | 0                 | 0                 | 36       | 0      | 6           | 0          |
| R. Naawuh        | 16            | 1             | 4             | 0             | 0                 | 0                 | 0                 | 0                 | 16       | 1      | 4           | 0          |
| T. Pröpper       | 7             | 0             | 0             | 0             | 0                 | 0                 | 0                 | 0                 | 7        | 0      | 0           | 0          |
| D. Pusch         | 23            | 5             | 5             | 1             | 1                 | 0                 | 0                 | 0                 | 24       | 5      | 5           | 1          |
| A. Rasche        | 1             | 0             | 0             | 0             | 0                 | 0                 | 0                 | 0                 | 1        | 0      | 0           | 0          |
| T. Richter       | 5             | 0             | 1             | 0             | 0                 | 0                 | 0                 | 0                 | 5        | 0      | 1           | 0          |
| S. Răducanu      | 2             | 0             | 0             | 0             | 0                 | 0                 | 0                 | 0                 | 2        | 0      | 0           | 0          |
| T. Schmugge      | 32            | 2             | 10            | 0             | 1                 | 0                 | 0                 | 0                 | 33       | 2      | 10          | 0          |
| J. Schwinkendorf | 31            | 3             | 2             | 0             | 1                 | 0                 | 0                 | 0                 | 32       | 3      | 2           | 0          |
| F. Schön         | 13            | 1             | 4             | 0             | 0                 | 0                 | 0                 | 0                 | 13       | 1      | 4           | 0          |
| F. Straka        | 28            | 0             | 6             | 1             | 0                 | 0                 | 0                 | 0                 | 28       | 0      | 6           | 1          |
| M. Szewczyk      | 24            | 1             | 9             | 0             | 1                 | 0                 | 0                 | 0                 | 25       | 1      | 9           | 0          |
| M. Tönnies       | 8             | 0             | 1             | 0             | 1                 | 1                 | 0                 | 0                 | 9        | 1      | 1           | 0          |
| R. Voigt         | 3             | 0             | 0             | 0             | 0                 | 0                 | 0                 | 0                 | 3        | 0      | 0           | 0          |
| F. Zilles        | 5             | 0             | 1             | 0             | 0                 | 0                 | 0                 | 0                 | 5        | 0      | 1           | 0          |